# Wild Seed
Wild Seed est le 2eme album solo du chanteur norvégien Morten Harket sorti en 1995 (chanté en anglais).

## Titres
1. Kind Of Christmas Card
2. Spanish Steps
3. Lay Me Down Tonight
4. Wild Seed
5. Tell Me What You See
6. Lord
7. East Timor
8. Ready To Go Home
9. Stay
10. Los Angeles
11. Brodsky Tune
12. Half In Love Half In Hate

## Info
Album pas sorti en France, donc voir les magasins ou sites internet spécialisés dans la commande import.